# Pelastoneurus flavicoxa
Pelastoneurus flavicoxa är en tvåvingeart som först beskrevs av Aldrich 1901.  Pelastoneurus flavicoxa ingår i släktet Pelastoneurus och familjen styltflugor. Inga underarter finns listade i Catalogue of Life.